# Гончаров, Евгений Викторович
Евгений Викторович Гончаров (3 августа 1986, Кривянская, Ростовская область, СССР) — российский боец смешанных единоборств, выступающий в тяжёлой весовой категории. Бывший чемпион WFCA. Действующий пятикратный чемпион ACA в тяжёлом весе. Победитель Гран-При АСА в тяжелом весе .

## Ранние годы
Евгений Гончаров родился 3 августа 1986 года в станице Кривянской Ростовской области. Был неспортивным ребёнком, имея тройку по физкультуре. Однако в 17 лет пошёл на секцию по рукопашному бою. В этом виде спорта стал добиваться успехов. Выиграл свой первый титул - чемпиона ЮФО. В дальнейшем продолжил заниматься единоборствами.

## Любительская карьера
Длительное время выступал на любительском уровне. Участвовал в соревнованиях по рукопашному бою, универсальному бою, кикбоксингу, вольной борьбе, боксу и СБЕ ММА, неоднократно становясь в них победителем и призёром.

## Карьера в профессиональном MMA
Карьеру профессионального бойца ММА начал в 2013 году на турнире TKFC Black Sea Open Cup 3, раздельным решением судей победив Дениса Езуту. Однако две недели спустя на Black Sea Open Cup 5 проиграл нокаутом Аюбу Хатуеву. В промежутке с 2014 по 2017 годы Гончаров провёл 9 боёв в различных организациях, включая такие известные, как ProFC и M-1, проиграв лишь однажды. Но настоящего успеха добился в WFCA, где дебютировал в сентябре 2017 года на турнире WFCA 42 победой над Игорем Слесарчуком. Выиграв ещё в 2 поединках - против Алексея Стояна и Брендона Кэша, стал претендентом на пояс в тяжёлом весе. На турнире WFCA 50 завоевал титул, жёстко нокаутировав Зелимхана Умиева.

#### 1 бой с Тони Джонсоном
После слияния WFCA с ACB перешёл в обновлённую организацию ACA. В рамках турнира ACA 96 дрался за пояс против Тони Джонсона. Однако случайно попал сопернику пальцем в глаз, из-за чего бой был признан несостоявшимся.

#### 2 бой с Тони Джонсоном за титул
В повторном поединке на следующем турнире - ACA 97, Гончаров, несмотря на спорную тактику в 5 раунде, единогласным решением судей одержал победу над американцем, став чемпионом организации в тяжёлом весе.

#### Бой с Мухуматом Вахаевым. Потеря титула.
На турнире ACA 104 в главном поединке не смог защитить титул, проиграв Мухумату Вахаеву в 3 раунде сабмишном.

#### Рейтинговые бои
19 октября 2020 года на турнире RCC 9 Гончаров единогласным решением судей одержал победу над Антоном Вязигиным.
В 2021 году боец вновь выступил в ACA. 11 сентября на турнире ACA 128 он нокаутировал Даниэля Омельянчука в третьем раунде.

#### 3 бой с Тони Джонсоном
23 сентября 2022 в со-главном событии турнира ACA 145 состоялся третий бой российского тяжеловеса Евгения Гончарова против американца Тони Джонсона.
Уже в первом раунде Гончаров отправил в нокдаун Джонсона мощнейшим левым боковым в голову, после чего бросился на добивание и рефери остановил бой, объявив победу ТКО в пользу россиянина.

#### Реванш с Мухуматом Вахаевым
В со-главном событии турнира ACA 150 одержал победу единогласным решением судей в реванше над другим бывшим чемпионом организации в этом весе Мухуматом Вахаевым. Первая половина боя была достаточно конкурентной, но в третьем раунде Гончаров взвинтил темп и тоннаж нанесенных ударов. В одном из моментов казалось, что Гончаров одержит досрочную победу, но сказалась усталость и бойцы снизив темп довели его до финального гонга. Все пятеро судей единогласно оценили победителя со счетом 29-28.

#### Бой с чемпионом Алиханом Вахаевым
Победил чемпиона Алихана Вахаева на ACA 154 и вновь завоевал титул чемпиона организации.
Гончаров очень активно начал бой, выбрасывая комбинации руками, однако Вахаев контролировал дистанцию и не пропускал плотных ударов. Во второй пятиминутке Вахаев сумел отправить Гончарова в нокдаун и начал добивание на земле, однако тот сумел отзащищаться, и в итоге сам перешел в атаку, оказавшись сверху. В третьем и четвертом раундах темп снизился, бойцы обменивались ударами в стойке, где активнее был Гончаров. Заключительный отрезок времени почти полностью прошел в клинче возле сетки и не отличался зрелищностью. По итогам пяти раундов со счетом 49-46, 48-47, 48-47, 48-47 и 48-47 победителем и новым обладателем пояса АСА стал Евгений Гончаров.

#### Бой с Антоном Вязигиным
9 февраля 2024 года в полуфинальном бою Гран-при тяжеловесов встретился с Антоном Вязигиным в главном событии турнира АСА 170 в Москве. Бойцы уже встречались в клетке на турнире RCC 8 в декабре 2020 года, и тогда победу единогласным решением судей одержал Гончаров. Этот бой прошел по совершенно иному сценарию. Вязигин не уступал Гончарову в стойке, уверенно удерживая менее габаритного оппонента работая с дистанции и периодически удачно попадал. После третьего раунда у него было преимущество по ударам ногами (80-39). Гончаров пытался навязать ближний бой и к чертвертому раунду Вязигин заметно устал, но всё же продолжал вести по точным попаданиям. Последний раунд прошел под давлением Гончарова, Вязигин же комфортно продержался до финального гонга. Ко всеобщему недоумению, все пятеро судей встали на сторону Гончарова, а один из них даже отдал ему четыре отрезка из пяти.

#### Бой с Адамом Богатыревым
16 августа 2024 года в Москве прошёл турнир ACA 178. В главном событии ивента состоялся титульный поединок в тяжелом весе между Евгением Гончаровым и Адамом Богатыревым. Пятираундовый бой завершился успехом Гончарова единогласным решением судей, Евгений стал победителем Гран-при АСА в тяжёлом весе.